# Samantha Cristoforetti
Samantha Cristoforetti född 26 april 1977 i Milano, är en italiensk astronaut i European Space Agency och kapten i Aeronautica Militare, det italienska flygvapnet. Under sin flygning till Internationella rymdstationen (ISS) på expedition 42 och 43 mellan den 23 november 2014 och den 11 juni 2015, blev hon den första italienska kvinnan i rymden.
Hon påbörjade sin andra rymdfärd den 27 april 2022. Hon gjorde sin första rymdpromenad den 21 juli 2022.

## Sojuz TMA-15M
Efter att en Sojuz-raket som bar en Progress farkost med förnödenheter till rymdstationen, fick ett tekniskt fel ville ryska rymdingenjörer undersöka felet grundligt och raketen som skulle lyfta ersättningsbesättningen till ISS blev fördröjd. Det ledde till att vid den försenade landningen 2015 var hon med 199 dagar innehavare av rekordet för den enskilt längsta rymdflygningen för en kvinna.

## Eftermäle
Asteroiden 15006 Samcristoforetti är uppkallad efter henne.

## Trivia
Cristoforetti är Star Trek-entusiast.

## Rymdfärder
- Sojuz TMA-15M
- Expedition 42
- Expedition 43
- SpaceX Crew-4
- Expedition 67